# Бозон, Филипп
Фили́пп Бозо́н (фр. Philippe Bozon; род. 30 ноября 1966, Шамони-Мон-Блан) — французский хоккеист и тренер. Выступал за сборную Франции. Член Зала славы ИИХФ. С 2018 года является главным тренером сборной Франции по хоккею.

## Биография

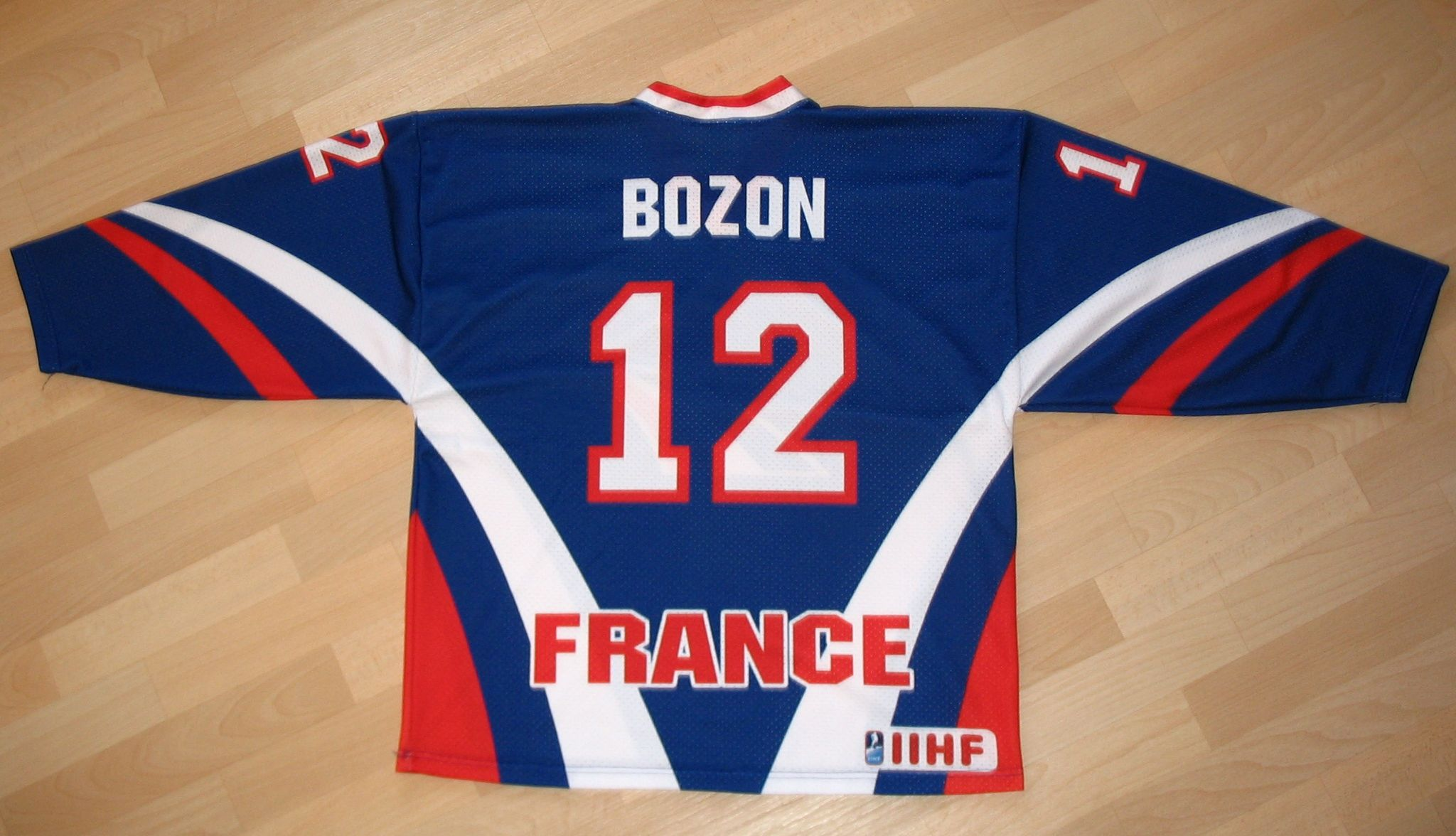
Хоккейный свитер Бозона

Филипп Бозон — воспитанник североамериканского хоккея, карьеру начал в молодёжной лиге Квебека за клуб «Сен-Жан Касторз». С 1987 по 1992 год выступал во французском чемпионате. В составе «Гренобля» в 1991 году стал чемпионом Франции. Три сезона провёл в НХЛ, выступая за «Сент-Луис Блюз». После НХЛ выступал в клубах Швейцарии и Германии. Трёхкратный чемпион Германии по хоккею с шайбой. Выступал за национальную сборную Франции, принимал участие в четырёх Олимпийских играх. В 2008 году был введён в Зал славы Международной федерации хоккея с шайбой. 14 июля 2009 года возглавил юниорскую сборную Франции.
Его отец — Ален Бозон, хоккеист, член Зала славы французского хоккея, а также кёрлингист, выступал на двух чемпионатах мира по кёрлингу.